# Площа Державного прапора (Мінськ)
Площа державного прапора (біл. Плошча Дзяржаўнага Сцяга) — площа в Мінську. Об'єкт розташований в Центральному районі між виставковим центром «БелЕкспо» і перетином проспекту Переможців з вулицею Орловською.

## Історія
Урочисте відкриття відбулося 2 липня 2013 року.
Відкриття площі розпочалося з концерту, потім розпочалася офіційна частина. На відкриття площі приїхали чиновники, дипломати, вищі посадовці країни, президент Лаосу Чуммалі Саясон та президент Білорусі Олександр Лукашенко. Загалом у відкритті нової площі брали участь 1500 людей. Після підняття прапора пролунали артилерійські залпи.

## Опис
Площа Державного прапора розташована на проспекті Переможців. Вона являє собою коло радіусом 50 метрів, в центрі якої зназодиться 70-метрова стела-флагшток. Полотнище виготовлене з водонепроникної тканини, яка не вигоряє на сонці. Площа прапора — 98 квадратних метрів, а маса — 25 кілограмів. Щоб прапор завжди майорів, стелу встановили у тій частині міста, де вітер дме постійно. По периметру площі розташовані стели з картою Республіки Білорусь, текстом гімну, гербами областей та столиці.